# 邁尼昂角
65°3′S 64°2′W / 65.050°S 64.033°W
邁尼昂角（英語：Maignan Point）是南極洲的海岬，位於威廉群島，處於布斯島西北面對面海域，由法國探險隊繪入地圖，現時由南極條約體系管理。